# Archäologische Ausgrabungsstätte Arubo
Koordinaten: 15° 22′ N, 121° 6′ O
Die archäologische Ausgrabungsstätte Arubo liegt in der Provinz Nueva Ecija in der Gemeinde General Tinio auf der Insel Luzon auf den Philippinen. Sie liegt vor den westlichen Ausläufern der Sierra Madre, ca. 100 Meter über dem Meeresspiegel in einer größtenteils landwirtschaftlich geprägten Region. 

## Bedeutung der Funde
Die Ausgrabungsstätte Arubo wurde seit 2001 durch ein Team des philippinischen Nationalmuseums und der Universität der Philippinen, zu dem auch international renommierte Wissenschaftler gehören, systematisch untersucht. Bei den Grabungen wurden insgesamt 205 Artefakte geborgen. Die bedeutendsten waren beidseitig bearbeitete Faustkeile und ein sogenannter Cleaver, die in das Zeitalter des Acheuléen datiert werden. Diese Funde gelten auf den Philippinen und in Südostasien als sehr bedeutend, da sie, zusammen mit Funden aus der Bose-Region in der Volksrepublik China, die Theorie der Movius-Linie in Frage stellen und somit auch die menschliche Besiedlungsgeschichte Asiens neu bewertet werden muss. Die Steinwerkzeuge wurden von Jägern und Sammlern hergestellt, um die damals auf Luzon lebenden Tiere der Megafauna, wie Stegodonten, zu jagen und um die Beute zu bearbeiten. Der Platz wurde auch zur Werkzeugherstellung aufgesucht, da mehrere Kerne in unterschiedlicher Abbautechnik gefunden wurden. Arubo ist weiterhin eine der wenigen bekannten Silexlagerstätten (Chert) der Philippinen.